# 5509 Реннштайґ
5509 Реннштайґ (5509 Rennsteig) — астероїд головного поясу, відкритий 8 вересня 1988 року.
Тіссеранів параметр щодо Юпітера — 3,642.